# Districtul Don Mot Daeng
Don Mot Daeng (în thailandeză ดอนมดแดง) este un district (Amphoe) din provincia Ubon Ratchathani, Thailanda, cu o populație de 26.301 locuitori și o suprafață de 234,0 km².

## Componență
Districtul este subdivizat în 4 subdistricte (tambon), care sunt subdivizate în 46 de sate (muban).
| Nr. | Nume          | În thailandeză | Sate | Locuitori |  |
| --- | ------------- | -------------- | ---- | --------- |  |
| 1.  | Don Mot Daeng | ดอนมดแดง       | 13   | 8,664     |  |
| 2.  | Lao Daeng     | เหล่าแดง        | 13   | 6,924     |  |
| 3.  | Tha Mueang    | ท่าเมือง         | 10   | 5,996     |  |
| 4.  | Kham Hai Yai  | คำไฮใหญ่        | 10   | 4,717     |  |